# Drifting (film 1911)
Drifting è un cortometraggio muto del 1911 prodotto dalla Lubin Manufacturing Company. Il nome del regista non viene riportato nei credit del film, interpretato da William Lampe.

## Produzione
Il film fu prodotto dalla Lubin Manufacturing Company.

## Distribuzione
Distribuito dalla General Film Company, il film - un cortometraggio in una bobina - uscì nelle sale statunitensi l'11 maggio 1911. Non si conoscono copie ancora esistenti della pellicola che viene considerata presumibilmente perduta.